# سبانيش تاون

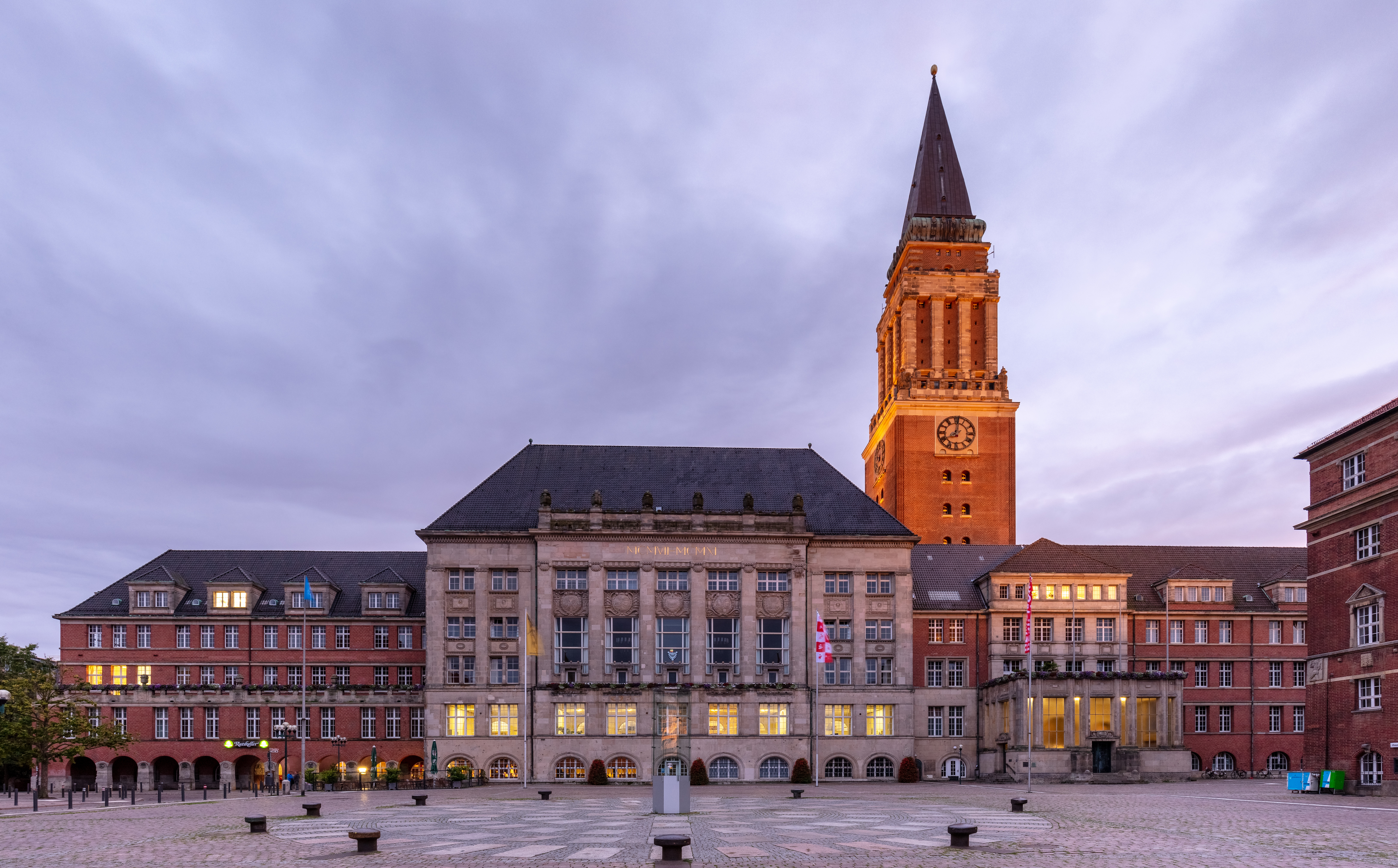
سبانيش تاون عام 2019

سبانيش تاون (بالإنجليزية: Spanish Town)‏ هي العاصمة الإسبانية والإنجليزية السابقة لجاميكا بين القرن 16 والقرن 19، وهي من مواقع التراث العالمي.
في المدينة العديد من النصب التذكارية، ويسكنها حوالي 145845 نسمة (2006)، كما تحتوي على أقدم كنيسة أنغليكانية خارج إنجلترا. المستعمرة الإسبانية لفيلا دي لافيغا أسسها الحاكم فرانسيسكو دي غاراي في عام 1534 كعاصمة لمستعمرته. لاحقاً سميت بسنتياغو دي لافيغا. سكانها الأصليون كانوا قبائل التاينو الذين عاشوا في المنطقة لما يقارب الألف سنة قبل الاستعمار الإسباني، ولكن هذا الاستيطان هو الاستيطان الأوروبي الأول لجنوب الجزيرة. بعدما غزا الإنجليز جاميكا عام 1655 غيروا اسم العاصمة إلى سبانيش تاون، أي المدينة الإسبانية، والتي كانت عاصمة جاميكا حتى عام 1872 حينما أصبحت كينغستون هي العاصمة.

## أعلام
- أسافا باول
- غراس جونس
- تاينا لورنس
- أندرو هولنيس
- ديانا كينغ
- كلانسي إيكلس